# Khestuak
Les Khestuak (« hongreurs » en souletin) ou kherestuak (pour leurs apprentis) sont des personnages des mascarades souletines. Ils sont notamment chargés de castrer le cheval-jupon Zamalzain, marchent avec un makila positionné de travers sur le dos et parlent à la fois béarnais et basque.

## Description et rôle
Les Khestuak sont des personnages secondaires. Leur appartenance n'est pas fixée, puisque selon la mascarade ils apparaissent tantôt dans la troupe des « Rouges » (gorriak), les acteurs bien habillés qui représentent l'ordre et la société souletine — étant d'une certaine façon attachés à Zamalzain —, tantôt dans celle des « Noirs » (beltzak), les étrangers qui apportent le chaos. Vêtus de velours côtelé sombre, souvent ivres, ils sont béarnais et s'expriment dans cette langue.
Leur rôle est de castrer le cheval Zamalzain. Selon Violet Alford, cette action pourrait symboliser la mise à mort du chef. Plus lisiblement, elle représente le domptage d'un animal sauvage pour le rendre apte à une utilisation sociale — et partant plus largement celui de la nature.
|                                                   |
| Trois khestuak à la mascarade de Pagolle en 2023. |

|                                                                  |
| Les khestuak s'en prennent à Zamalzain à Abense-de-Haut en 2019. |

|                    |
| À Sauguis en 2014. |